# Estadio Roy Fearon
El Estadio Municipal de Puerto Barrios Roy Fearon se encuentra ubicado en la cabecera del Departamento de Izabal, Guatemala. Este nombre le fue dado en honor a un atleta porteño descatacado hace varias décadas llamado Roy Alfonso Fearon (1923-2018) un personaje afroamericano que logró destacar en la disciplina del Atletismo, dicho estadio cuenta con un aforo de 8 000 espectadores aproximadamente, en la actualidad es usado para diversos eventos como: actividades cívicas, festivas y deportivas.
Es la sede del equipo de fútbol Izabal J.C. , actualmente se encuentra  en Segunda División de ascenso. Dicho estadio ya fue escenario de fútbol en la Liga Nacional de Guatemala, cuando el equipo se encontraba en la categoría mayor.

## Instalaciones
Cuenta con sus respectivas torres de alumbrado nocturno. Se encuentra ubicado en un punto céntrico de Puerto Barrios, su extensión total es de aproximadamente 5 manzanas de terreno donde además se pueden encontrar, las siguientes instalaciones:
- Zona de Jaripeo
- Coliseo Ganadero
- Palenque Municipal